# Stafford

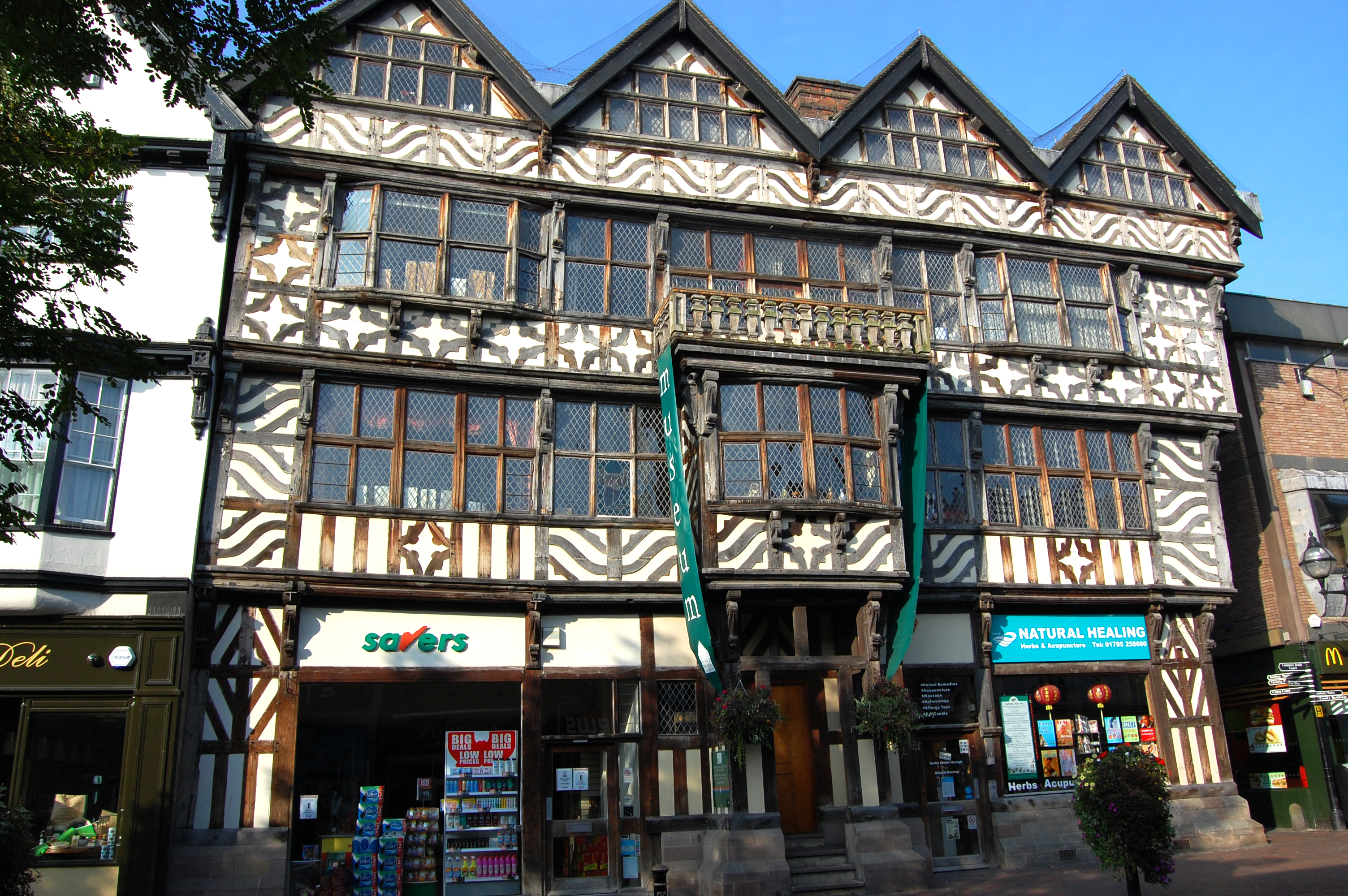
Ancient High House

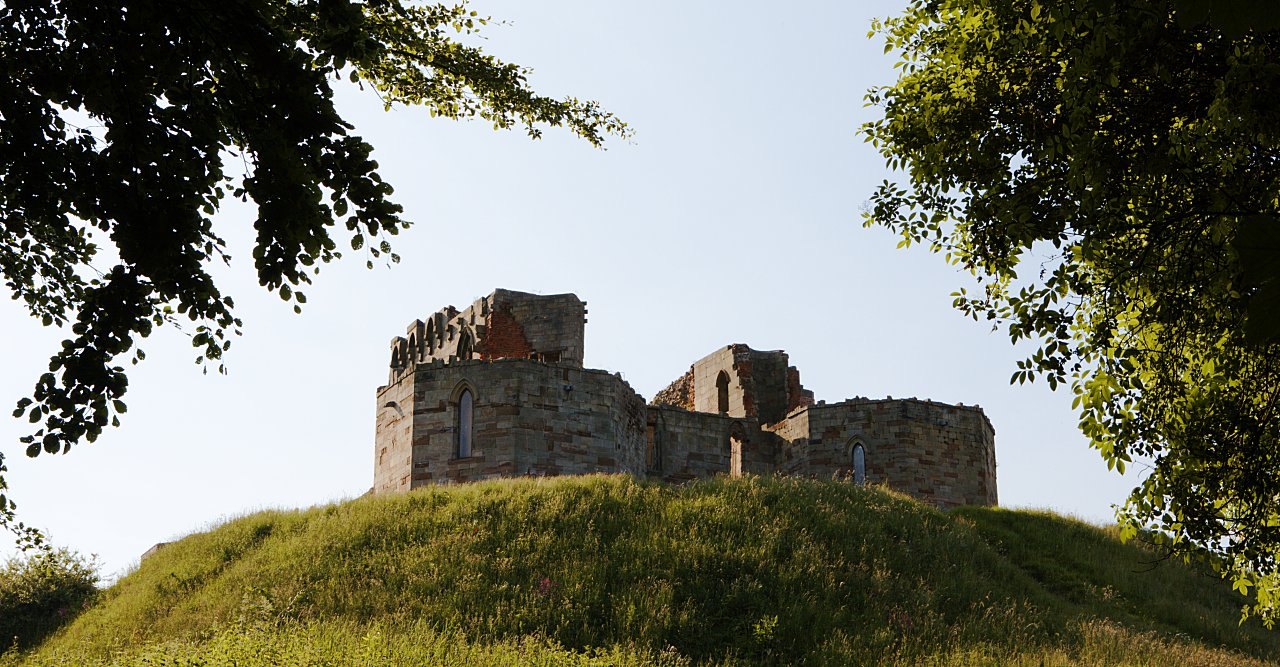
Hrad Stafford

Stafford je anglické město, které se nachází v hrabství Staffordshire a je jeho administrativním centrem. Ve Staffordu žije 63 681 obyvatel (údaj z roku 2001).

## Památky
Ve městě se nachází Ancient High House, což je největší a pravděpodobně i nejstarší hrázděný dům v Anglii, také se zde nachází zřícenina hradu Stafford.

## Ekonomika
Od roku 1903 v Staffordu vyrábí především elektrická zařízení, a to zejména transformátory pro elektrárny, které se vyvážejí do celého světa.

## Osobnosti města
- Anthony Gardner (* 1980), fotbalista

## Sport
- Stafford Rangers FC – fotbalový klub

## Partnerská města
- Belfort, Francie, 1999
- Dreieich, Německo, 1981
- Tarragona, Španělsko, 1990